# パンチラティーチャー
『パンチラティーチャー』は、ディスカバリーのアダルトアニメ。各巻30分の全2巻構成で、2004年11月26日に第1巻が、2005年2月25日に第2巻が発売された。

## 概要
アダルトアニメ版『夜勤病棟』シリーズのスタッフが再集結した作品。狂気と倒錯に満ちた演技が注目された郷野三郎が、本作にも似た面を持つ人物役で出演するなど、キャストでも引き継ぎが見られる。しかし、セールスポイントの1つであったスカトロ描写は、本作には無い。
初期版にはモザイク処理が極端に強められた箇所が存在しており、性器や結合部だけでなくそれらに連なる頭部や下半身の大半までもが、巨大な粒子で広範囲に渡って隠されている。なお、ディスカバリー公式サイトの紹介ページには各巻のサンプル画像が掲載されているが、それらは製品化前の無修正映像の最低限必要な範囲に細かい粒子のモザイクを被せただけのものであり、製品版映像よりはるかに薄い修正となっている。
DVDによるパッケージ販売（第1巻はVHSでも発売された）だけでなくDL配信も行われており、2005年11月29日には第1巻の配信が、同年12月6日には第2巻の配信がそれぞれ開始された。
『Panty Flash Teacher』（パンティー・フラッシュ・ティーチャー）のタイトル名で北米正規版のDVDも存在するが、無修正ということもあって日本国内では入手不可。
2009年3月19日には、全2巻を1枚のDVDに収録して電動性具「バーチャルギア」への連動信号を追加した『バーチャルアニメーション パンチラティーチャー 完全版』が、カオカコミュニケーションのアダルトアニメブランド「姫ちゃんカンパニー」より発売された。
2020年11月27日には、『新体操（真）』の全2巻と本作の全2巻を1枚のDVDに収録してモザイク処理を薄くした『新体操（真）&パンチラティーチャーComplete』が、Mix.animationより発売された。

## あらすじ
故郷の学園に赴任した新任教師・夏川真知子は、初出勤の路面電車で、車内マナーを守らない不良生徒の男女2人・石野勝と飯塚美香を発見する。その場に居た他の乗客たちが見て見ぬ振りを決め込む中、真知子は持ち前の性格から2人を注意するが、逆ギレした2人は彼女にスカートめくりを行うなど、しつこく抵抗する。路面電車が停留所へ到着する直前、真知子は思い切って勝に強烈な平手打ちを見舞うと、学園へ向かった。
学園へ着いた真知子は、校長から紹介された学園主任の大庭年男を経て、2年のクラスの担任となる。真知子がクラスで自己紹介を済ませて出欠を取っていると、勝と美香が遅れて到着する。真知子へ詰め寄った勝は、電車内の仕返しに彼女を床へ引き倒したり胸元や股間へ手を入れるなど、強姦まがいの行為に及ぶ。教え子となったばかりの生徒たちが見て見ぬ振りや見物を決め込む中、1人の男子生徒・宇追広史だけが注意の声を上げた。広史の迫力に勝が怯み、真知子が再び強烈な平手打ちを勝に見舞ったことで、その場は収まる。
怒り心頭の真知子は、職員室で勝と美香の件を年男に相談するが、事なかれ主義の彼はロクに取り合わない。それどころか、真知子の美貌と扇情的な肢体に着目して鼻の下を伸ばす体たらくだったため、彼女は呆気に取られてしまう。
放課後、体育用具室では勝と美香、それに別の男子生徒と女子生徒が身を絡め合っていた。その4人に加え、運動場へ面した通風窓の外側では、別の男子生徒・浅月明が沈んだ表情で見張り役をやらされている。制服姿の女子生徒・麻田翔子は、通風窓の近くで下半身裸の勝へのフェラチオに、ネクタイを首に巻いただけのほぼ全裸の美香は、床に敷かれたマットの上で全裸の男子生徒への手コキから騎乗位に、それぞれ夢中となっていた。やがて、勝が翔子にフェラチオを止めさせて顔射を行おうとする頃、男子生徒が上半身を起こす。その男子生徒こそ、先ほど勝に注意して真知子を助けた広史にしてこの不良たちのリーダー格であった。広史は、翔子への顔射を終えて美香の乳房を後ろから揉み始めた勝と、広史との騎乗位を続けながら勝のキスに応える美香へ、真知子の件を自分で預かる旨を提案すると、明と翔子にも自分を手伝うよう、命令を下す。広史の顔には、教室で勝に注意した時とはまったく違う、狡猾な笑みが浮かんでいた。

## 登場人物
夏川 真知子
声 - 夏谷まゆ子
本作のヒロイン。故郷の学園に赴任した、新任教師。セミロングヘアが似合う美貌とミニスカートが似合う扇情的な肢体に前向きな性格を持ち合わせているが、その内面には性的快楽に流されやすい無自覚の本性が潜んでいる。宇追宅では自分をベッドへ押し倒した広史を最初こそ拒むが、彼に強要されたトランクス越しの手コキがすぐに自分から広史のペニスを取り出しての手コキへ変わるうえ、盗撮されていることに気付かないまま、シックスナイン、騎乗位、後背位を経て正常位で交わった果てに、膣内射精を言葉では拒むも身体では悦んで受け止め、絶頂を迎えてしまう。また、帰宅してシャワーを浴びても広史とのセックスを思い出して下着姿でオナニーに耽ってしまううえ、学園の放送室では明に巨根を見せ付けられて思わず生唾を飲み込んだ果てに、イラマチオ、口内射精、正常位、顔射、後背位を経て彼と対面座位で交わりながら、明の提案に乗ってワイヤレスマイクでの全裸オナニーを約束してしまうほど。前述の性格も却って災いとなってしまい、広史の罠に陥っていく。
宇追 広史
声 - 郷野三郎
不良たちのリーダー格。外面こそイケメンで優等生を装った男子生徒であるが、内面は狡猾で性技に長けたプレイボーイ。真知子に目を着け、奴隷契約書にサインさせるべく、数段構えの巧妙な罠を仕掛ける。まずは真知子に想いを寄せるふりを演じて彼女を騙し、真知子の本性を引き出して彼女から半ば望ませる形での激しいセックスを堪能する。こうして肉体関係を結んだ以降は、その光景から自分の顔だけを隠した盗撮写真や、明に命じて作らせた真知子の顔写真とハメ撮り写真とのコラージュ写真を秘密裏にばら撒いたり、明を通じて学園内の放送室で真知子に行わせたオナニーの嬌声を全校へ聞かせたうえ、先のセックスの事後に彼女が広史への思いやりからメッセージとキスマークを入れて置いていったパンティーを善昭の選挙事務所へ送り付けるなど、罠が真知子への倒錯した愛情も覗かせるさらに辛辣なものとなっていく。
石野 勝
声 - 春野風
不良たちの1人。逆立たせた金髪が特徴の、軽薄な男子生徒。自分を二度も平手打ちした真知子に対しては逆恨みしたり、翔子に対しては自分たちへの性的奉仕を強要するうえ、パシリ扱いの明に対しては暴力を振るったり、自分たちのセックス中の見張りをやらせるうえ、その場に居ない翔子の代わりに金髪のカツラや女子制服で女装させるなど、卑屈さと乱暴さを併せ持つ。本心とは関係無く巨根で美香を悦ばせてしまう明から彼女を奪っての駅弁の際には、傍らへ蹴り倒した彼へ見せ付けるように行った後、膣内射精を懇願する美香を放り退けて明を顔射で辱めるなど、前述の感情を爆発させる。
飯塚 美香
声 - 塚本由美
不良たちの1人。セミロングヘアの一部を結わえたツーサイドアップ気味の茶髪と貧乳が特徴の、軽薄な女子生徒。広史との騎乗位に耽りながら勝に応える3Pすら平然と行ううえ、パシリ扱いの明に対しては巧みな手コキで早々に射精させ、巨根が判明した途端に結合を望むなど、達者な性技と希薄な貞操観念を併せ持つ。明との騎乗位の際には彼のペニスが精液まみれであるにもかかわらず嬉々としながら跨って腰を振ったり、その途中で自分を奪った勝との駅弁の際には夢中で悦びながら膣内射精を懇願するなど、避妊を気にする様子も皆無である。
麻田 翔子
声 - 桜木美咲
不良たちの奴隷の女子生徒。ストレートヘアで気弱な性格の、眼鏡っ娘。不良たちにとっては性的玩具扱いであり、体育用具室では心ならずも巧みとなったフェラチオで勝に奉仕させられての顔射、広史が真知子を体育用具室へ誘き出す際には勝に四つん這いでの手マンや背面座位でそれぞれ弄ばれるが、彼女への罠の進行に伴って自分は不要となっていき、結果的には不良たちの手から開放される。以上のことから人間不信となっており、去り際には助力や証言を依頼してきた明のことも、偶然接触した彼の股間の感触に憤って突き飛ばすほどであった。
浅月 明
声 - 三咲里奈
不良たちの奴隷の男子生徒。少女のような顔立ちの少年であるが、極端な包茎、短小、早漏のように見えるペニスは一度射精した後に再び勃起すると、広史や勝をはるかに凌駕する精力を持った巨根と化す。広史の命令で真知子の写真加工を担当したほか、彼女に遺書を記した封書を送り付けて放送室へ誘き出した際には、駆け付けた真知子に隆々と勃起してカウパー腺液を垂らす巨根を見せ付けて自分とのセックスに溺れさせ、自殺を思い留まる条件としてオナニーを提案する。以上のことから結果的には翔子に続き、不良たちの手から開放される。
大庭 年男
声 - 飯島筆
真知子が務めている学園の学年主任。事なかれ主義の、スケベ男性。真知子の相談をロクに聞かないばかりか、広史の罠に陥ってすべてを失う渦中の彼女から放送室でのオナニーについて聞き出そうとラブホテルへ誘うなど、聖職者とは程遠い。
校長
声 - 魚田明
本名は不明。真知子が務めている学園の校長。
夏川 善昭
声 - 松木犬
真知子の父。市議会議員であり、市長選挙に立候補する。
夏川 良子
声 - 夏野向日葵
真知子の母。
宇追 聡史
声 - 魚田明
宇追の父。現役市長であり、善昭の対立候補となる。
伊東
声 - 東慎
名前は不明。善昭の秘書。

## スタッフ
- 原作 - 柴田京実
- 監督 - 桶澤尚
- 絵コンテ - 桶澤尚（第1巻）、土方陣（第2巻）
- 演出 - 桶澤尚（第1巻）、小唐子紋次郎（第2巻）、影武者（第2巻）
- 脚本 - 道上丈一
- キャラクターデザイン - 日野国芳
- 作画監督 - 日野国芳（第1巻）、ゆっけ兄（第1巻）、しゅけきよ（第2巻）、いわいゆうき（第2巻）、由留千年（第2巻）
- 美術監督 - 館藤健一
- 色彩設計 - 和田秀美
- 音響監督 - 田中樹
- 音楽 - 佐野広明
- エグゼクティブプロデューサー - 田中辰弥
- アニメーションプロデューサー - 萬波賢
- アニメーション制作 - AT-2 Project
- 製作・発売 - ディスカバリー
- 販売 - セブンエイト